# Olave Baden-Powell

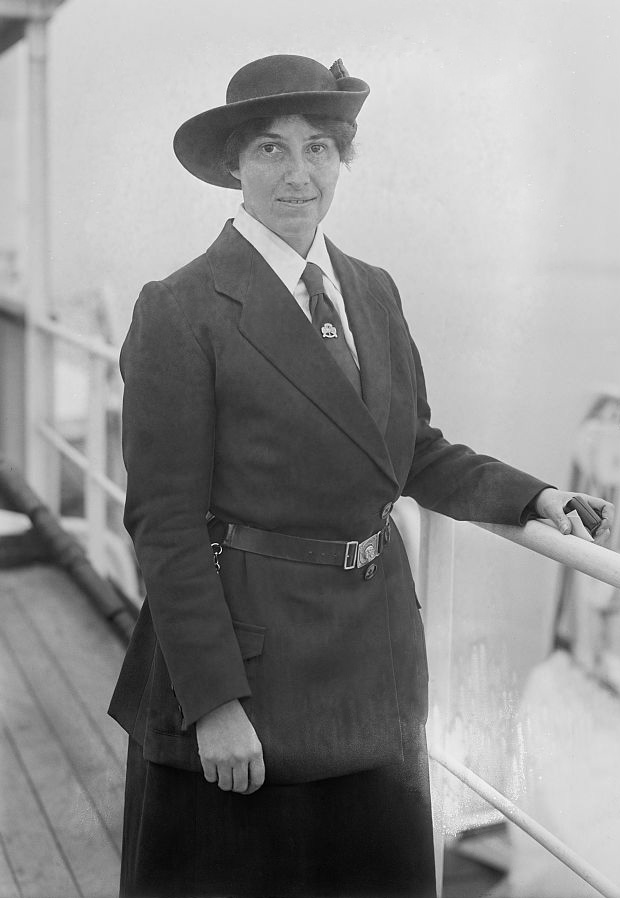
Olave Baden-Powell

Olave St Clair Baden-Powell (Chesterfield, 22 februari 1889 – Birtley Haus, Bramley, 25 juni 1977) was de vrouw van de oprichter van scouting Robert Baden-Powell.
Olave St Clair Soames maakte in 1912 kennis met de 32 jaar oudere Robert Baden-Powell waarna zij in oktober van dat jaar trouwden. Op 30 oktober 1913 werd hun eerste kind, Peter, geboren (1913-1962). De Baden-Powells kregen ook twee dochters, Heather Grave (1915-1986) die in 1940 trouwde met commander John King; en Betty St. Clair (1917-2004) die in 1936 trouwde met Gervas Clay.
Lord en Lady Baden-Powell bezochten in 1918 Spanje en Portugal. Ze gingen met hun gezin op een heuvel buiten Bentley wonen. Deze heuvel noemden ze Pax Hill (vredesheuvel). Ze woonden er tot 1939. Het werd een begrip in de toenmalige Scouting- en Guiding-wereld.
In 1939 verhuisde het paar naar Nyeri, Kenia. Ze bleven hier wonen tot de dood van Robert in 1941. Robert werd in Kenia begraven, en Olave zou hem nog met 35 jaar overleven. Na haar dood werd haar as bijgezet in het graf van haar man.